# Edgar Aabye
Edgar Lindenau Aabye (Helsingør, Hovedstaden, 1 de setembre de 1865 – Copenhaguen, 30 d'abril de 1941) va ser un esportista danès que va competir a cavall del segle xix i el segle xx. El 1900 va prendre part en els Jocs Olímpics de París en la prova del joc d'estirar la corda, en què guanyà la medalla d'or formant part de l'equip mixt, sueco-danès.